# Amphianthus verruculatus
Amphianthus verruculatus is een zeeanemonensoort uit de familie Hormathiidae.
Amphianthus verruculatus is voor het eerst wetenschappelijk beschreven door Carlgren in 1942.